# Kasakhisk Wikipedia
Kasakhisk Wikipedia (kasakhisk: Қазақша Уикипедия, tr. Kazakh Wikipedia ; dansk: den kasakhisksprogede Wikipedia) er den kasakhisksprogede  version af det verdensomspændende encyklopædi-projekt Wikipedia. Kasakhisk Wikipedia blev lanceret 2. juni 2002.
Pr. fredag den 28. marts 2025 har  Wikipedia 238.902 artikler, 313 aktive bidragydere og 12 administratorer.